# Antonio Barrette

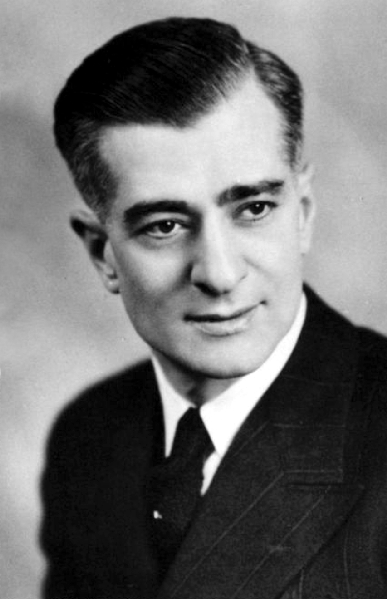
Antonio Barrette (1940)

Antonio Barrette (* 26. Mai 1899 in Joliette, Québec; † 15. Dezember 1968 in Montreal) war ein kanadischer Politiker der Union nationale (UN), der unter anderem 1960 kommissarischer Parteivorsitzender sowie Premierminister von Québec war. Er war zudem zwischen 1963 und 1966 Botschafter von Kanada im Königreich Griechenland.

## Leben
Antonio Barrette, Sohn des Zivilangestellten Ernest Barrette und dessen Ehefrau Robéa Côté, arbeitete nach dem Besuch der Académie Saint-Viateur von 1914 bis 1921 als Bote für das Eisenbahnunternehmen Canadian National Railway und wechselte 1921 zum Unternehmen Acme Glove Work Ltd. in Joliette, in dem er zunächst bis 1931 als Maschinist und daraufhin zwischen 1931 und 1935 als Leitender Maschinenbauingenieur tätig war. 1922 war er Gründungsmitglied der Organisation „Société des Oliviers“ und fungierte von 1932 bis 1933 als Sekretär des Internationalen Verbandes der Maschinisten in Joliette. Daneben war er 1930 Gründer der Jugendorganisation der Parti conservateur du Québec und fungierte bis 1936 als deren Vorsitzender in der Grafschaftsgemeinde Joliette. Bei der Wahl am 25. November 1935 kandidierte er für die Konservative Partei im Wahlkreis „Joliette“ zunächst erfolglos für ein Mandat in der Nationalversammlung von Québec. 1936 war er Mitgründer der Versicherungsmaklerfirma „Barrette et Lépine“. Bei der darauf folgenden Wahl am 17. August 1936 wurde er für die aus der Parti conservateur hervorgegangene Union nationale (UN) im Wahlkreis „Joliette“ erstmals zum Mitglied der Nationalversammlung gewählt und konnte sich dabei gegen den bisherigen Wahlkreisinhaber Lucien Dugas von der Parti libéral du Québec durchsetzen. Er vertrat diesen Wahlkreis nach seinen Wiederwahlen am 25. Oktober 1939, 8. August 1944, 28. Juli 1948, 16. Juli 1952, 20. Juni 1956 und 22. Juni 1960 bis zur Wahl am 14. November 1962 über 26 Jahre lang. Er fungierte zudem vom 26. Juli 1938 bis zum 22. August 1939 als Sekretär des Studienausschusses des Nationalen Syndikats zur Einlösung herrschaftlicher Pachtzinsen und während des Zweiten Weltkrieges als Präsident des Arbeitsrates der Region Lanaudière.
Am 30. August 1944 übernahm Barrette erstmals ein Ministeramt und fungierte im Kabinett der Premierminister Maurice Duplessis (30. August 1944 bis 7. September 1959) und Paul Sauvé (11. September 1959 bis 2. Januar 1960) als Arbeitsminister. Er erhielt 1945 einen Ehrendoktortitel für Sozialwissenschaften an der Universität Laval und 1948 einen Ehrendoktor der Zivilwissenschaften der Universität Montreal. Ferner wurde ihm 1954 ein Ehrendoktor in Zivilrecht durch die Bishop’s University und anschließend der Ehrendoktortitel in beiden Rechten durch die McGill University verliehen.
Als Nachfolger des am 2. Januar 1960 verstorbenen Paul Sauvé wurde Barrette am 8. Januar 1960 zum Vorsitzenden der Nationalen Union gewählt und löste diesen zugleich als Premierminister von Québec und Präsident des Exekutivrates ab. In seinem Kabinett übernahm er zugleich zwischen dem 8. Januar und dem 5. Juli 1960 wieder den Posten des Arbeitsministers. Das Amt als Premierminister bekleidete er bis zum 5. Juli 1960, nachdem die UN bei der Wahl am 22. Juni 1960 lediglich 43 der 95 Sitze in der Nationalversammlung erhalten hatte. Wahlsieger war die Parti libéral du Québec, die 51 der 95 Sitze bekam, und nunmehr mit Jean Lesage den Premierminister von Québec stellte. Nach der Niederlage verzichtete er auch auf sein Mandat in der Nationalversammlung und als Vorsitzender der UN, woraufhin Yves Prévost kommissarischer Parteivorsitzender wurde.
Antonio Barrette, der auch Ehren-Oberstleutnant des Joliette-Regiments und Hauptmann der „D-Schwadron“ des Grenzschutzes war, wurde am 4. April 1963 Nachfolger von Edgar D’Arcy McGreer Botschafter von Kanada im Königreich Griechenland und verblieb auf diesem diplomatischen Posten bis zum 12. Juli 1966, woraufhin Arthur Edward Blanchette ihn ablöste. Für seine Verdienste wurde er Großoffizier des Gregoriusordens und bekam als Botschafter in Griechenland das Großkreuz des dortigen Ordens Georgs I. verliehen. Nach seiner Rückkehr fungierte er zwischen 1966 und 1968 noch als Präsident der familiären Versicherungsagentur „Antonio Barrette et fils“. Er war seit dem 2. Juli 1924 mit Marie-Estelle Guilbault geheiratet, Tochter des Notars und Standesbeamten Osias Guilbault und dessen Ehefrau Victoria Froment. Nach seinem Tode wurde er auf dem Pfarrfriedhof Saint-Pierre in Joliette beigesetzt.

## Veröffentlichungen
- Considérations sur les relations industrielles en démocratie, 1953
- Le Communisme est-il une menace?, 1954
- Mémoires, 1966